# Heilbronn
Heilbronn (AFI: /haɪ̯lˈbʁɔn/, , in alemanno Hailbrunn) è una città extracircondariale tedesca situata nel Land del Baden-Württemberg. 
Si trova sulle rive del fiume Neckar, è una città indipendente, fa parte del distretto governativo di Stoccarda ed è sede amministrativa del circondario ("Kreis") di Heilbronn. 
Heilbronn (lett. "pozzo della salute") è una città a forte densità industriale, con un'alta percentuale di immigrati e ben collegata, oltre che a Stoccarda, a Heidelberg e Karlsruhe. A Heilbronn nasce la storica azienda alimentare Knorr e poco fuori dalla città sorgono gli stabilimenti della nota casa automobilistica Audi.

## Storia

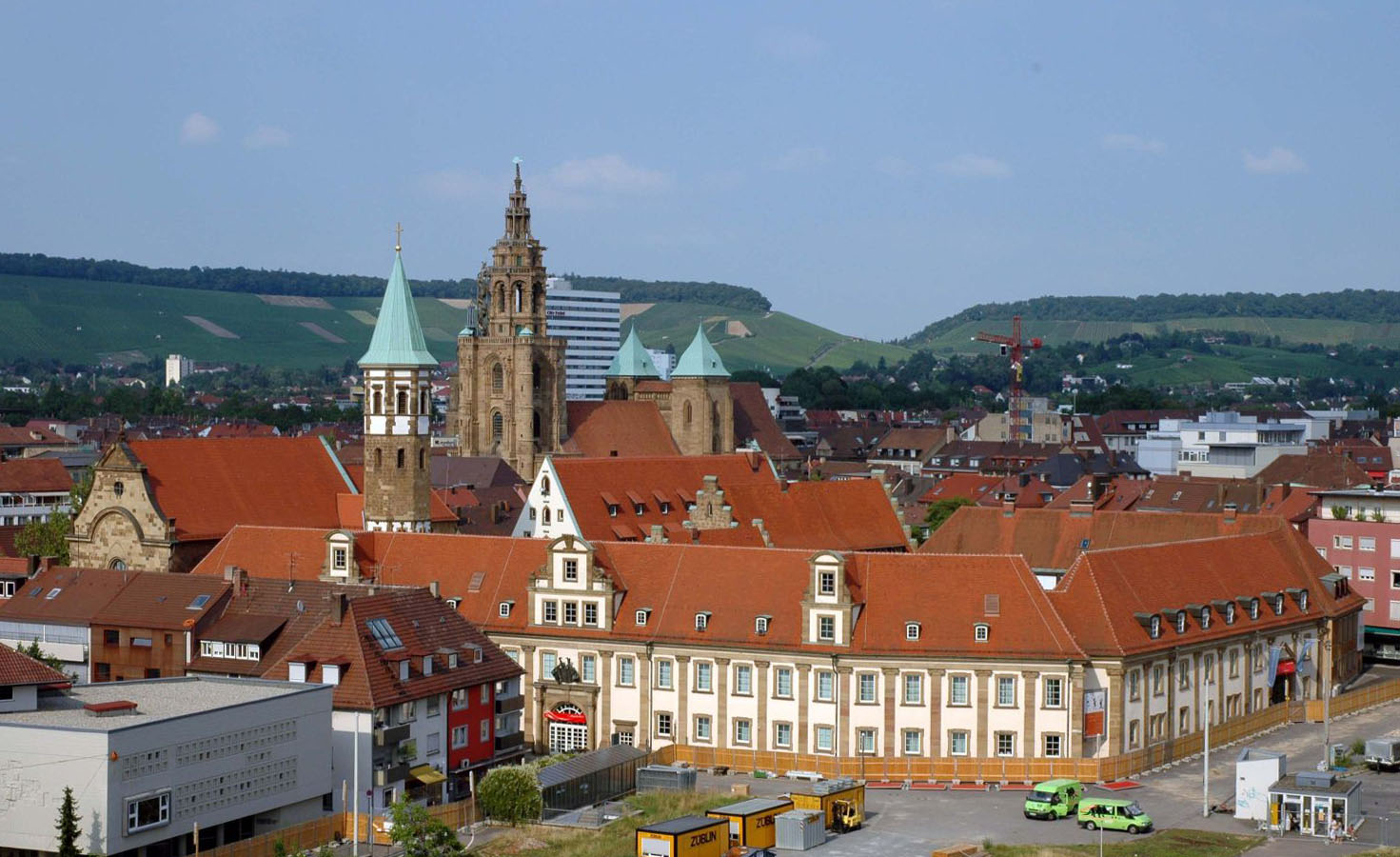
Palazzo Deutschhof di Heilbronn

La prima menzione della città di Heilbronn risale al 747. Nel 1371 l'imperatore Carlo IV le accorda il privilegio di città libera dell'Impero e di autogovernarsi con istituzioni autonome.
Nel 1633 nella Guerra dei trent'anni la Francia, visto che la sorte del conflitto sembrava volgere a favore degli Asburgo, decise di aumentare l'appoggio offerto ai protestanti e, insieme ad Oxenstierna, patrocinò la formazione della Lega di Heilbronn, un'alleanza tra la Svezia e gli stati di Renania, Svevia e Franconia, con il supporto economico francese, per "le libertà tedesche e la soddisfazione svedese". Ma gli stati orientali, Sassonia e Brandeburgo, sollevarono obiezioni: la Sassonia rifiutò di unirsi alla lega, e Oxenstierna poté solo convincere Giovanni Giorgio ad unirsi alla campagna di primavera con operazioni separate in Slesia. Invece, Giorgio Guglielmo di Brandeburgo era in contrasto con la Svezia per il possesso della Pomerania, sulla quale accampava diritti ereditari; in seguito al rifiuto svedese di evacuare la regione, il Brandeburgo e i Circoli della Bassa e Alta Sassonia rifiutarono di unirsi alla Lega di Heilbronn, che rimase quindi confinata alla Germania sud-occidentale.
Nel corso del Settecento, fu sede di fervore culturale con personaggi del calibro di Gottlob Moriz Christian von Wacks (sindaco della città per oltre un trentennio), Otto Heinrich von Gemmingen-Hornberg, Ernst von Gemmingen-Hornberg e Johann Andreas Amon.
Heilbronn rimase città imperiale del Sacro Romano Impero, fino alla mediatizzazione del 1802-1803.

## Monumenti e luoghi d'interesse
- architettura del Rinascimento, Chiesa Kilianskirche,
- architettura gotica, Chiesa Nikolaikirche,
- architettura barocca, Chiesa Sankt Peter u. Paul e il palazzo Deutschhof.
- pittura su vetro, Phönix aus dem Ei di Ursula Stock, Glaspyramide Kreissparkasse

## Amministrazione

### Gemellaggi
- Francoforte sull'Oder
- Béziers
- Słubice (Lubusz)
- Stockport
- Neath Port Talbot
- Soletta (Svizzera)